# HD 125658
Désignations
HD 125658 est une étoile variable (suspectée) de la constellation du Bouvier.